# Acuerdo Ryti-Ribbentrop

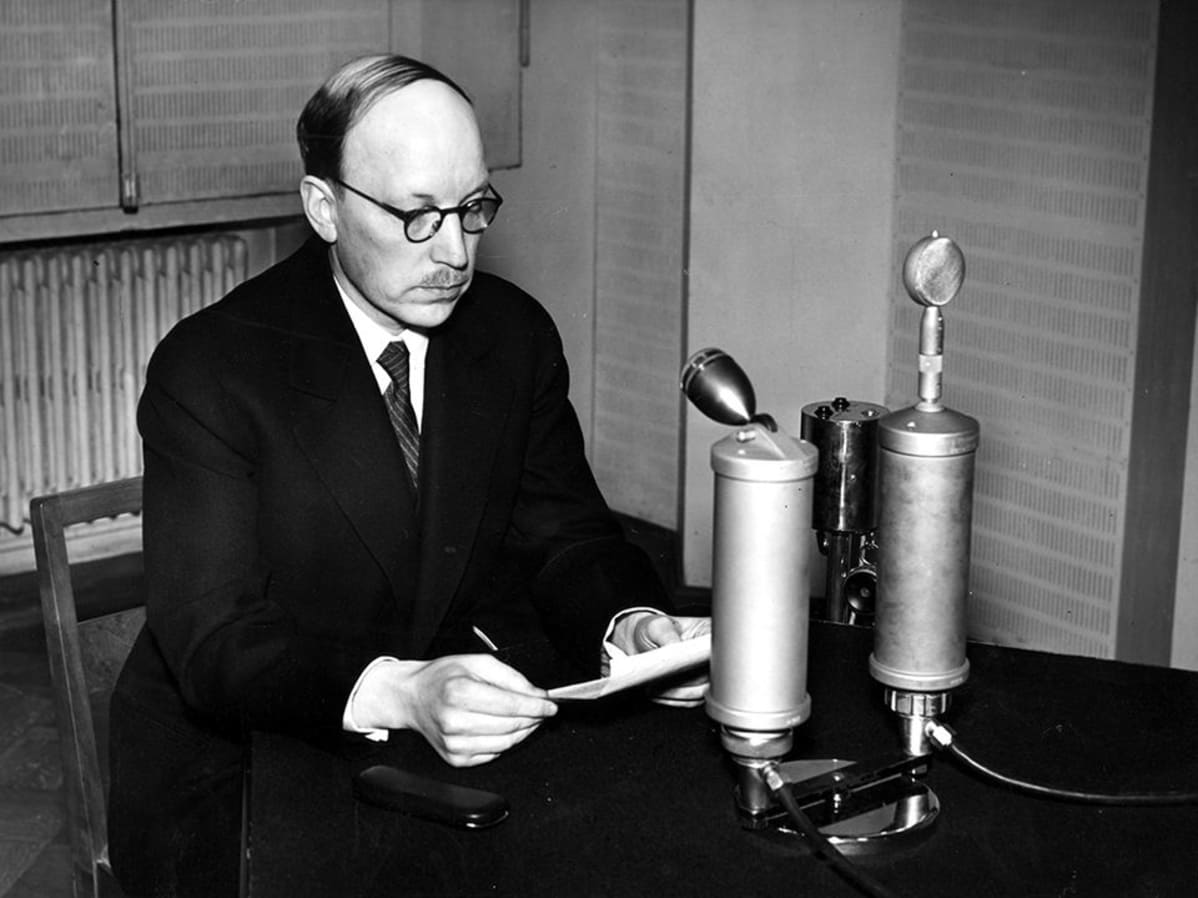
Fotografía del presidente Ryti dando un discurso por radio en 1941.

La carta de acuerdo Ryti-Ribbentrop (en finés: Ryti-Ribbentrop-sopimus, en sueco: Ryti-Ribbentroppavtalet) del 26 de junio de 1944 fue una carta personal del presidente Risto Heikki Ryti de Finlandia al Führer alemán Adolf Hitler mediante la cual Ryti acordó no llegar a una paz por separado en la guerra con la Unión Soviética sin la aprobación de la Alemania nazi, con el fin de asegurar la ayuda militar alemana para Finlandia y detener así la ofensiva soviética.

## Antecedentes históricos
Aunque Finlandia había tenido algunos sentimientos pro-alemanes debido al apoyo de gran importancia del Imperio Alemán durante la Guerra civil finlandesa, esos sentimientos se vieron afectados por la ideología nazi, especialmente su totalitarismo antidemocrático. Finlandia tenía tradiciones democráticas que se remontaban al menos al siglo XVI, y después de las rebeliones fallidas de izquierdistas y derechistas, los finlandeses se sintieron alienados por las brutales políticas de la nueva Alemania.
En 1941, al comienzo de sus respectivas ofensivas contra la Unión Soviética, ni Alemania ni Finlandia querían formalizar una alianza, aunque por razones muy diferentes. Cuando la guerra no terminó tan rápido como esperaba Alemania, surgió el interés alemán de una alianza formal con Finlandia, pero los finlandeses dudaron en ratificar esa alianza. Sin embargo, el gobierno finlandés reconoció que su país había sido aliado de la Alemania nazi.
Alemania intentó varias veces presionar a los finlandeses cortando las entregas de alimentos y armas, pero la importancia militar de la participación finlandesa hizo que se reanudaran poco después.
El gobierno finlandés intentó llegar a un acuerdo de paz con la Unión Soviética en marzo de 1944. En respuesta, Alemania suspendió una vez más los envíos de alimentos y municiones.
Los líderes finlandeses se sorprendieron por el éxito inicial de la ofensiva soviética de verano que comenzó el 10 de junio de 1944. En dos semanas, los finlandeses se vieron obligados a abandonar la zona sur del istmo de Carelia, lo que llevó al ministro alemán de Asuntos Exteriores, Joachim von Ribbentrop, a organizar una improvisada visita a Finlandia para asegurar que el apoyo continuaría.

## Negociaciones
El trato fue el resultado de las negociaciones finlandesas con Ribbentrop. La carta se entregó después de que Ryti hablara con el comandante en jefe finlandés, el Comandante en Jefe Carl Gustaf Emil Mannerheim, y con el gabinete de guerra finlandés. La promesa resultante se expresó como un compromiso personal de Ryti, que deliberadamente evitó la forma de un tratado vinculante entre los gobiernos de Finlandia y la Alemania nazi, que habría requerido la participación del parlamento finlandés.
El acuerdo quedó obsoleto cuando Ryti dimitió el 31 de julio de 1944 y fue sucedido como presidente por Mannerheim, quien no se consideraba ni a sí mismo ni a Finlandia obligados a nada por la carta de Ryti. En seis semanas, Finlandia había concluido un armisticio con la Unión Soviética. De acuerdo con las condiciones del armisticio, se inició la Guerra de Laponia para expulsar a la Wehrmacht del norte de Finlandia por la fuerza.
Resultó que el acuerdo Ryti-Ribbentrop fue menos significativo para el resultado de la guerra de lo que parecía en junio de 1944. La Wehrmacht ya había entregado armas antitanque y enviado un importante destacamento de la fuerza aérea para apoyar la defensa finlandesa en el istmo de Carelia. De hecho, toda la ayuda militar necesaria ya estaba en Finlandia o en camino cuando Ribbentrop comenzó a presionar a Ryti; La diplomacia del ministerio de defensa alemán y el cuartel general militar aparentemente actuaron de forma independiente entre sí. Antes de la ofensiva de verano soviética de 1944, se estimaba que el ejército de Finlandia mantenía ocupadas al menos a 26 divisiones, 5 brigadas y 16 regimientos del Ejército Rojo. La Wehrmacht tenía todas las razones para utilizar a los finlandeses como una especie de tropas de retaguardia, todavía fuertes y muy motivadas a defender su patria de una invasión comunista, mientras los alemanes se retiraban de Rusia y los países bálticos.
El Ministerio de Asuntos Exteriores alemán en Wilhelmstraße, por otro lado, quería explotar la precaria situación de Finlandia después de la caída de Víborg para condicionar la ayuda militar a las concesiones políticas. Ryti y Mannerheim no conocían el equilibrio interno entre el OKW y Wilhelmstraße, y había mucho en juego como para arriesgarse a que Ribbentrop presionara a la Wehrmacht para que retirara su apoyo de Finlandia. La decisión de enviar la carta se tomó en la noche del 25 de junio, el mismo día que el Ejército Rojo logró romper la línea VKT en Tali.

## Traducción
La palabra en finés sopimus tiene una amplia gama de significados que van desde arreglo, acuerdo y contrato hasta pacto y tratado. En este contexto, acuerdo o contrato pueden ser los más apropiados.